# Placă bacteriană
Placa bacteriană sau placa dentară este un biofilm sau o acumulare bacteriană care se regăsește în interiorul cavității bucale. În timp poate forma tartrul, care poate prezenta o colorație galben-maronie. Se regăsește adesea între dinți, la suprafața acestora sau pe gingii. Placa bacteriană este una dintre cauzele majore ale căderii dinților și ale afectării gingivale (parodontoză).